# UFC Fight Night: Song vs. Gutiérrez
UFC Fight Night: Song vs. Gutiérrez (conosciuto anche come UFC Fight Night 233, UFC on ESPN+ 91 oppure UFC on Vegas 83) è stato un evento di arti marziali miste tenuto dalla Ultimate Fighting Championship il 9 dicembre 2023 all'UFC Apex di Las Vegas, negli Stati Uniti.

## Risultati
|                  | Divisione              |                     |                 |                    | Metodo                                      | Round           | Tempo           | Premio          |
| Card Principale  | Card Principale        | Card Principale     | Card Principale | Card Principale    | Card Principale                             | Card Principale | Card Principale | Card Principale |
| ---------------- | ---------------------- | ------------------- | --------------- | ------------------ | ------------------------------------------- | --------------- | --------------- | --------------- |
|                  | Pesi gallo             | Song Yadong         | batte           | Chris Gutiérrez    | Decisione unanime (50–44, 50–45, 50–45)     | 5               | 5:00            |                 |
|                  | Pesi mediomassimi      | Khalil Rountree Jr. | batte           | Anthony Smith      | KO tecnico (pugni)                          | 3               | 0:56            | POTN            |
|                  | Pesi leggeri           | Nasrat Haqparast    | batte           | Jamie Mullarkey    | KO tecnico (pugni)                          | 1               | 1:44            | POTN            |
|                  | Pesi gallo             | Tim Elliott         | batte           | Su Mudaerji        | Sottomissione tecnica (arm-triangle choke)  | 1               | 4:02            | POTN            |
|                  | Pesi medi              | André Muniz         | batte           | Park Jun-yong      | Decisione non unanime (29–28, 28–29, 29–28) | 3               | 5:00            |                 |
| Card Preliminare |                        |                     |                 |                    |                                             |                 |                 |                 |
|                  | Pesi welter            | Kevin Jousset       | batte           | Song Kenan         | Decisione unanime (30–27, 30–27, 30–27)     | 3               | 5:00            |                 |
|                  | Pesi mosca             | Park Hyun-sung      | batte           | Shannon Ross       | KO tecnico (ginocchiata e pugni)            | 2               | 3:59            | POTN            |
|                  | Pesi leggeri           | Steve Garcia        | batte           | Melquizael Costa   | KO (gomitate)                               | 2               | 1:01            |                 |
|                  | Catchweight (139 lbs)  | Luana Santos        | batte           | Stephanie Egger    | Decisione unanime (30–27, 29–28, 29–28)     | 3               | 5:00            |                 |
|                  | Pesi mosca             | Tatsuro Taira       | batte           | Carlos Hernandez   | KO tecnico (pugni)                          | 2               | 0:55            |                 |
|                  | Pesi paglia femmminili | Talita Alencar      | batte           | Rayanne dos Santos | Decisione non unanime (29–28, 28–29, 29–28) | 3               | 5:00            |                 |

## Premi
I lottatori premiati ricevettero un bonus di 50.000 dollari.
Legenda:
- FOTN: Fight of the Night (vengono premiati entrambi gli atleti per il miglior incontro dell'evento)
- POTN: Performance of the Night (viene premiato il vincitore per la migliore performance dell'evento)